# Alexander Murray (1er baron Murray d'Elibank)
Pour les articles homonymes, voir Alexander Murray et Murray.
Alexander William Charles Oliphant Murray, 1er baron Murray d'Elibank (12 avril 1870 - 13 septembre 1920), appelé le maître d'Elibank entre 1871 et 1912, est un noble écossais et un homme politique libéral. Il est secrétaire parlementaire du Trésor (whip en chef du gouvernement) sous Herbert Henry Asquith entre 1910 et 1912, et est contraint de démissionner après avoir été impliqué dans le scandale Marconi.

## Biographie
Il est le fils aîné de Montolieu Oliphant-Murray (1er vicomte Elibank), et de Blanche Alice, fille d'Edward John Scott. Il fait ses études à Cheltenham. 
Il se présente sans succès à Édimbourg-Ouest en mai 1895, Peebles et Selkirk en juillet 1895 et l'élection partielle de la ville de York en 1900. Cependant, en octobre 1900, il est élu pour Midlothian, un siège qu'il occupe jusqu'en 1906, puis de 1910 à 1912. De 1906 à 1910, il représente Peebles et Selkirk. 
Au lendemain de la seconde guerre des Boers (1899-1902), Elibank se rend en Afrique du Sud pour visiter le Protectorat du Bechuanaland, Johannesbourg, Pretoria et la Baie de Maputo. 
Lorsque les libéraux arrivent au pouvoir en décembre 1905 avec Henry Campbell-Bannerman, Elibank est nommé Comptroller of the Household (en), poste qu'il conserve lorsque Herbert Henry Asquith est devenu premier ministre en avril 1908, puis est Sous-secrétaire d'État à l'Inde entre 1909 et 1910. Il est ensuite nommé secrétaire parlementaire du Trésor (whip en chef du gouvernement). En 1911, il est admis au Conseil privé. Cependant, il est contraint de démissionner en août 1912 après avoir été accusé de délit d'initié dans le scandale Marconi. Plus tard le même mois, il est élevé à la pairie en tant que baron Murray d'Elibank, d'Elibank dans le comté de Selkirk. 
Outre sa carrière politique, Elibank est associé chez S. Pearson and Son Ltd. 

## Vie privée
Lord Murray of Elibank épouse Hilda Louisa Janey, fille du lieutenant-général James Wolfe-Murray, en 1894. Ils n'ont pas d'enfants. Il est décédé en septembre 1920, à l'âge de 50 ans, 7 ans avant son père. La baronnie de Murray d'Elibank s'éteint à sa mort tandis que son frère cadet Gideon Oliphant-Murray (2e vicomte Elibank) (en) devient vicomte d'Elibank. Lady Murray d'Elibank est décédée en septembre 1929. 